# Schloss Triebenbach

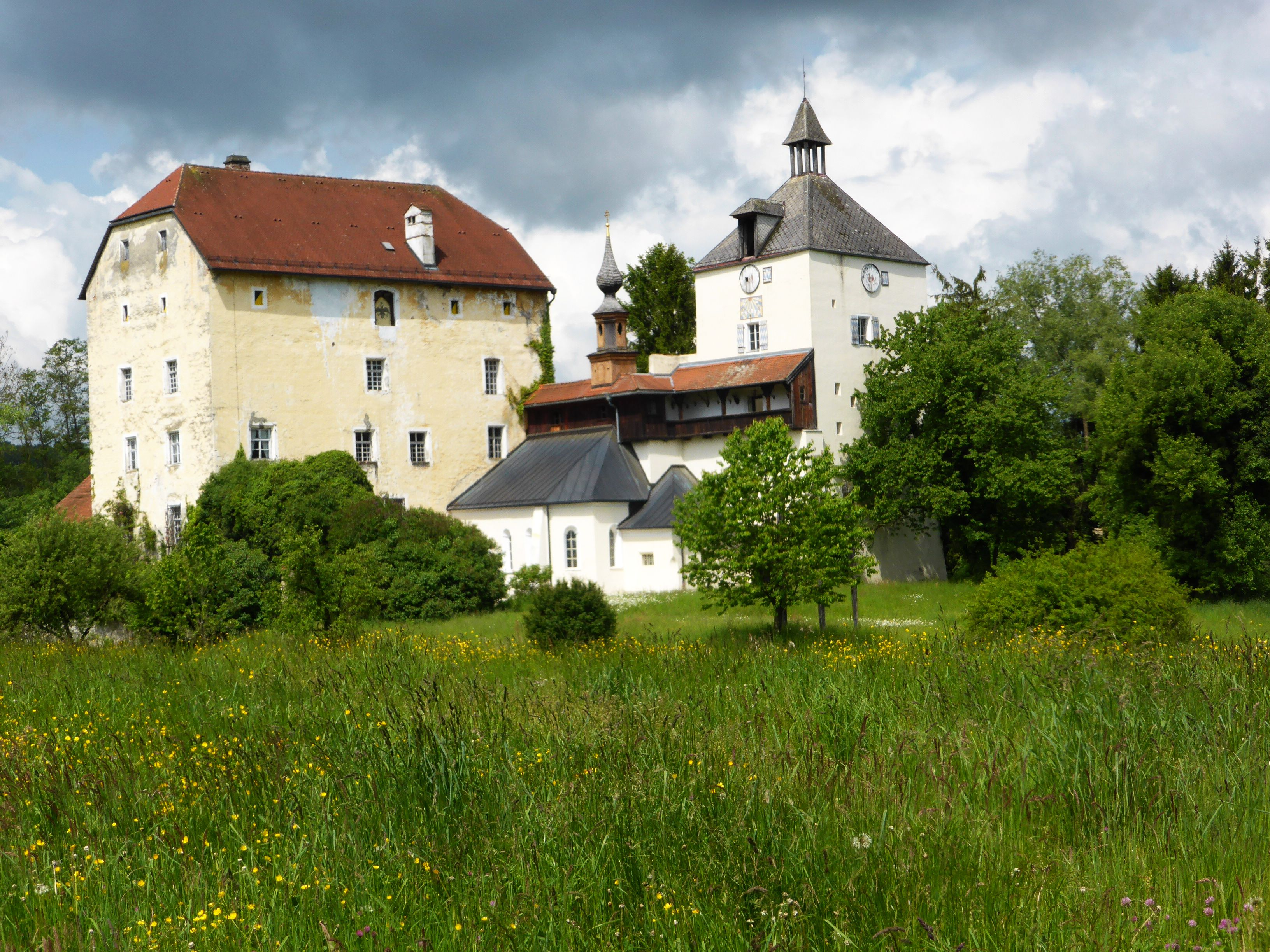
Schloss Triebenbach heute

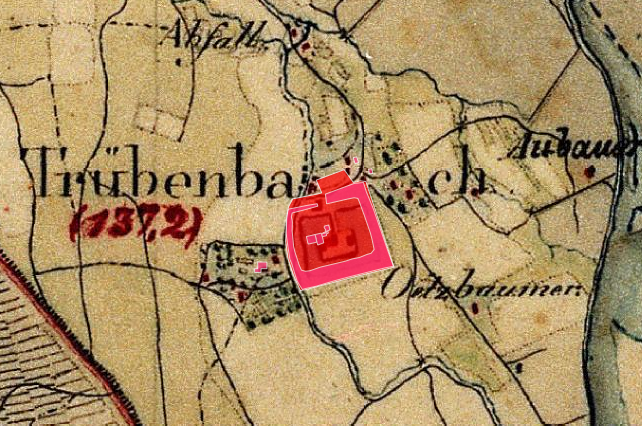
Lageplan von Schloss Triebenbach auf dem Urkataster von Bayern

Das Schloss Triebenbach (früher auch Trübenbach oder Trübinbach genannt) ist eine ehemalige Wasserburg südlich von Laufen und östlich der B 20 im Landkreis Berchtesgadener Land in Bayern (Triebenbach 31). 

## Geschichte
Ein an dieser Stelle stehendes Weiherhaus wird bereits 980 in einem Urbar des Klosters St. Peter erwähnt. Vor 1100 gehörte das Anwesen zur Grundherrschaft der Salzburger Hochstiftsministerialen von Steinbrünning. Pilgrimo de Trubinbach und sein Bruder Tagino aus dem Geschlecht der Steinbrünnings schenkten um 1150 ihr Eigengut zu Trübenbach dem Kloster St. Peter in Salzburg. Dieses gab es in der Folge als Lehen weiter. So wurde 1298 der Salzburger Vitztum Konrad von Kuchl damit belehnt. Dessen Söhne Hartneid und Konrad tauschen 1344 das Pabenlehen und ihren Hof in Teisendorf gegen Triebenbach, das in der Folge freieigenen Besitz der Familie von Kuchl wurde.
Hartneid der Kuchler konnte die Belehnung mit der Vogtei über Triebenbach von Erzbischof Ortolf erlangen und erhielt 1355 von diesem auch die Erlaubnis, auf seinem Besitz zu Triebenbach eine Vesst erbauen zu dürfen. Dies war vermutlich der Anfang der Burg Triebenbach. Hartneid von Kuchl, ein gleichnamiger Sohn oder eventuell Enkel des 1355 genannten Hartneids – verkaufte 1390 den Besitz an seinen Schwager Wolfhart von Albm. 1561 erlosch mit Eustachius von der Albm diese Familie, die seit 1408 auch das Erbtruchsessenamt des Erzstiftes Salzburg innehatte. In der Folge kam die Hofmark Triebenbach an Christoph von Kammer, den Sohn von Eustachius’ Schwester Margarethe. Auch dieser verstarb ohne Nachkommen, veräußerte aber vorher das Gut 1576 an Hans David und Wilhelm von Nussdorf. Nach dem Tod Hans Davids († 1586), seit 1577 Pfleger in Raschenberg, gelangte Triebenbach durch Kauf im Jahr 1586 an Hans Heinrich Notthafft von Wernberg. Unter diesem wurden größere Umbauten am Schloss vorgenommen; er schmückte das Portal zum Hauptgebäude auch mit seinem Wappen und dem Wappen seiner Frau, Amalie von Wispeck, aus. Nach seinem Ableben 1608 erbten seine Kinder Burghard und Anna das Schloss. Auf die Notthaffts folgte 1623 Alphons von Lamberg, vermutlich durch Erbschaft, denn er hatte obige Maria Anna, Tochter des Georg Stephan zu Nothaft zur Gemahlin. Dann kaufte es, laut Vertrag vom 19. August 1707, Georg Ulrich von Schidenhofen zu Stumm, dessen Nachkommen es bis 1824 besaßen. Wolfgang Amadeus Mozart bzw. die ganze Familie Mozart war des Öfteren Gast in Triebenbach bei seinem Jugendfreund, dem Landschaftskanzler Joachim Ferdinand von Schidenhofen. Joachim Ferdinand von Schidenhofens älteste Tochter Anna von Lenker verkaufte das Anwesen 1824 an den Bauern Andreas Huber. 1994 wurde Schloss Triebenbach von Marion Gräfin von Logothetti und Rudolf Logothetti erworben. Erstere ist eine Nachkommin des Joachim Ferdinand von Schidenhofen.

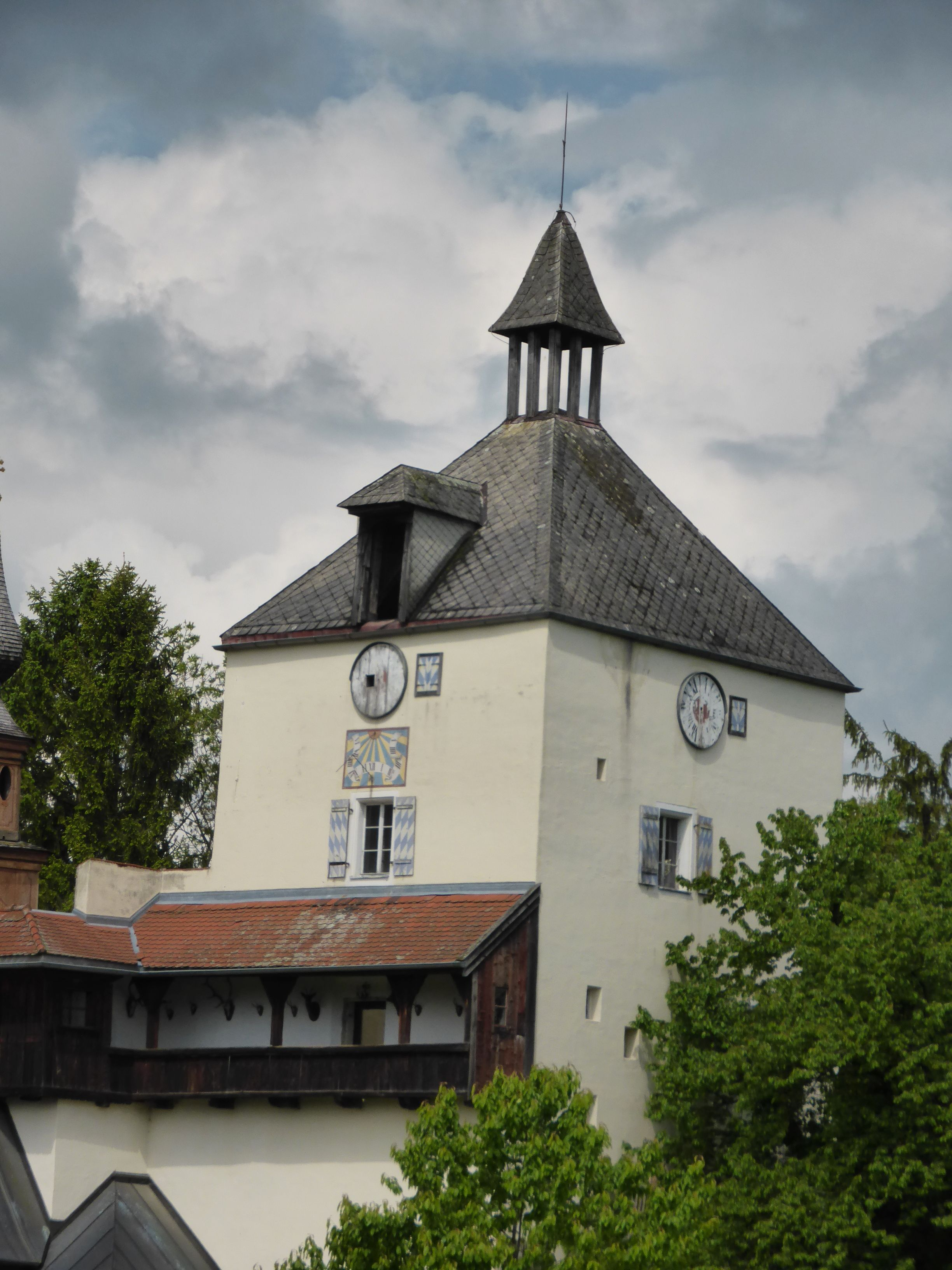
Turm von Schloss Triebenbach

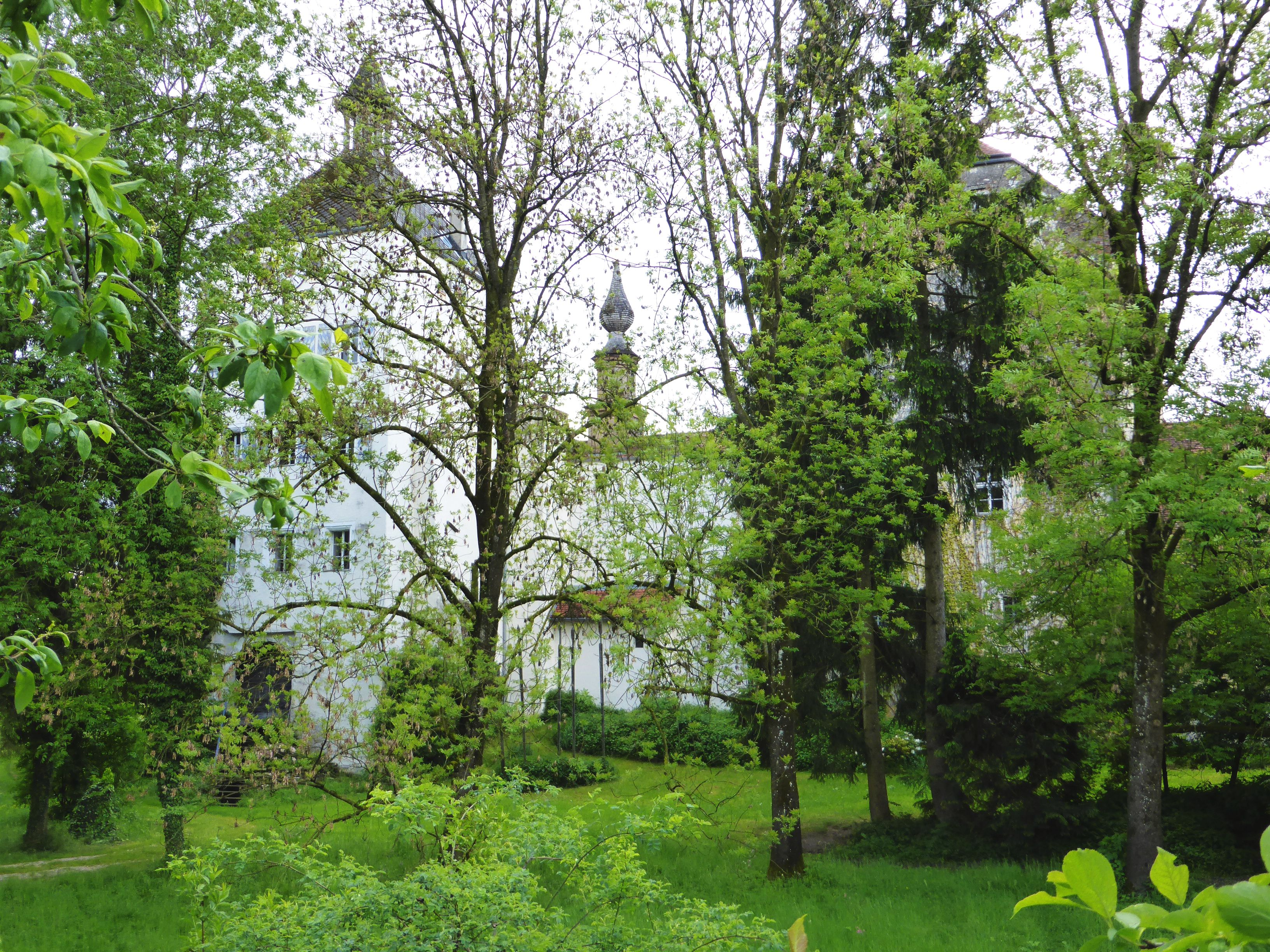
Gartenseite von Schloss Triebenbach

## Schloss Triebenbach heute
Die ehemals vorhandenen vier Ecktürme der mit einem doppelten Wehrgang versehenen Ringmauer wurden 1824 abgebrochen. Der früher vorhandene quadratische Weiher, in dem die Anlage stand, ist jetzt ausgetrocknet. Die einst vorhandene Zugbrücke wurde ebenfalls im 19. Jahrhundert beseitigt.
Das dreigeschossige Hauptgebäude ist mit einem Schopfwalmdach gedeckt. Der Unterbau besteht aus Tuffquadern und vom vierten Geschoss an aus verputzten Backsteinen (seit Ende des 16. Jahrhunderts). Das Doppelportal gegen den Innenhof besitzt zwei rundbogige Tore, die von Rahmenpilastern eingeschlossen und von zwei Dreiecksgiebeln bekrönt sind. In den Giebelfeldern befinden sich die Wappen des Hans Heinrich von Nothaft und seiner Gemahlin Amalia Wisbeck.
Das Erdgeschoss des Palas ist mit Kreuzgewölben eingewölbt. Eine Treppe mit Rotmarmorstufen führt zum ersten Obergeschoss. Das östliche der nach Norden gelegenen Zimmer ist durch eine schmale Türe mit der Schlosskapelle verbunden. Im dritten Obergeschoss befindet sich ein Saal mit einer Balkendecke und mit Wandmalereien aus dem 16. Jahrhundert. Der Wohntrakt ist durch einen Zwischenflügel mit offener Galerie und einem Türmchen mit einem mittelalterlichen Turm verbunden, der mit einem Zeltdach gedeckt ist und eine Laterne mit Zwiebelhaube besitzt. Der Turm hat fünf Stockwerke, die zu Zimmern eingerichtet sind. Vom zweiten Obergeschoss des Turmes geht nach Süden eine Türe auf einen hölzernen Gang, der über dem Dach der Schlosskapelle weg in den Hauptbau führt.
An die Ostseite des Schlosses – vermutlich anstelle einer älteren Kapelle – wurde ab 1669 die Schlosskapelle Maria Schnee angebaut, damals noch mit dem Patrozinium St. Georg. Die Kapelle ist ein einfacher, rechteckiger Bau mit Schluss in drei Achtecksseiten. Chor und Langhaus sind nicht getrennt. Die Westempore ist vom ersten Obergeschoss des Schlosses aus zugänglich. Ein zweiter Eingang liegt südlich und ist vom inneren Schlosshof zugänglich. In der Kapelle findet sich u. a. das Wappen der Schidenhofen.
Der Altar wurde 1677 errichtet (Altarbild Maria Schnee von Nikolaus Grabner). Im 18. Jahrhundert wurden das Türmchen aufgesetzt und der Innenraum neu dekoriert. Das Deckenfresko mit der Anbetung des Jesuskinds durch die Heiligen Drei Könige malte Andreas Langwieder im Jahr 1756.
2006 übersiedelten die Salzachfestspiele nach Schloss Triebenbach. Im Jahr 2009 wurde zwischen dem Besitzer des Schlosses und der Stadt Laufen ein Zehn-Jahres-Vertrag über die Nutzung von Schloss Triebenbach als Festspiellokalität abgeschlossen. Auch eine Akademie Schloss Triebenbach ist seit 2011 hier eingezogen, die sich als Zentrum für europäische und internationale Studien versteht.
Die Anlage ist als Bau- und Bodendenkmal, „untertägige mittelalterliche und frühneuzeitliche Befunde im Bereich von Schloss Triebenbach und seiner Vorgängerbauten“, geschützt.
In Salzburg erinnert die Triebenbachstraße an die Zeit, in der Triebenbach zum Fürsterzbistum Salzburg gehörte.